# هرمان شوبرت
هرمان شوبرت (بالألمانية: Hermann Schubert)‏ (و. 1848 – 1911 م) هو رياضياتي ألماني، ولد في بوتسدام، كان عضوًا في الأكاديمية الألمانية للعلوم ليوبولدينا، توفي في هامبورغ، عن عمر يناهز 63 عاماً.

## التعليم
تعلم في جامعة هومبولت في برلين.